# Calvadosia vanhoeffeni
Calvadosia vanhoeffeni is een neteldier uit de klasse Staurozoa en behoort tot de familie Kishinouyeidae. Calvadosia vanhoeffeni werd in 1910 voor het eerst wetenschappelijk beschreven door Browne.